# Som Mobilitat
Som Mobilitat es una cooperativa catalana sin ánimo de lucro de alquiler de vehículos eléctricos compartidos (carsharing).   
Tiene por objetivos principales promover la movilidad sostenible y la economía social.

## Historia
Se fundó el 16 de junio de 2016 en Mataró por 70 socios. Los fundadores eran a su vez socios de la cooperativa energética Som Energia, y aprovecharon el modelo de esta cooperativa para crear y gestionar Som Mobilitat. La cooperativa tuvo un primer impulso en parte gracias al programa "Projecte Singulars" de la Generalidad de Cataluña. También se enmarcan en otras iniciativas europeas similares como Mobility Société Coopérative, de Suiza, con más de 100 000 socios y 1400 puntos de aparcamiento, o Partago, de Gante, Bélgica, con 270 socios y 8 coches.

## Organización
Som Mobilitat dispone de grupos locales que se organizan para crear un servicio de alquiler de coches eléctricos en su población o ciudad. 

## Servicios
En noviembre de 2020 tenía 2000 socios y disponía de 30 coches eléctricos distribuidos por Cataluña, en poblaciones como Barcelona, Mataró, Olot, Vic, Tarrasa, Villanueva y Geltrú, Amposta o Cardedeu. La cooperativa también facilita la compra de coches, motos y bicicletas eléctricas a sus socios a través de compras conjuntas.
La cooperativa ha impulsado desde 2017 "el rally de la eficiencia energética", una carrera donde diferentes vehículos eléctricos compiten por hacer un mismo recorrido con la máxima eficiencia posible. En el año 2019, Som Mobilitat fue galardonada como "mejor iniciativa sostenible en los premios Mobilicat". Desde 2017 hasta la actualidad ha promovido las 5 ediciones de la SomHackaton, junto con el ayuntamiento de Mataró y el Tecnocampus.